# Alkemade
Alkemade  è un ex-comune olandese abitanti situato nella provincia dell'Olanda Meridionale. Comprendeva i centri abitati di Kaag, Nieuwe Wetering, Oud Ade, Oude Wetering, Rijpwetering e Roelofarendsveen. Il suo territorio dal 2009 è parte del comune di Kaag en Braassem.